# Eisenbeisser Alfréd
Eisenbeisser Alfréd, Fieraru (Czernowitz, 1908. április 7. – Berlin, 1991. július 1.) magyar nemzetiségű román válogatott labdarúgó, fedezet, műkorcsolyázó. Az 1936-os téli olimpiai játékok résztvevője.

## Pályafutása

### Labdarúgóként
Szülővárosában kezdte a labdarúgást. 1930-ban innen lett válogatott labdarúgó. 1932 és 1944 között a Venus București csapatában szerepelt, ahol három bajnoki címet szerzett az együttessel.
1930 és 1939 között kilenc alkalommal szerepelt a román válogatottban. Részt vett az 1930-as uruguayi világbajnokságon. A világbajnokságról visszatérőben a hajóúton súlyosan megbetegedett. A genovai kikötéskor rögtön kórházba szállították. Állapota kritikus volt. Csapattársai romániai hazaérkezésükkor bejelentették a halálhírét. Szerencsére azonban hamarosan felépült és ő is hazatért.
1944-ben fejezte be az aktív labdarúgást.

### Műkorcsolyázóként
Sikeres műkorcsolyázó volt párosban. Az 1934-es Európa-bajnokságon a hetedik helyen végzett Irina Timcic-csel. Két évvel később az olimpiai játékokon a 13. helyen végzett ugyancsak Irina Timcic-csel. Az 1939-es Európa-bajnokságon, Ileana Moldovannal a kilencedik helyen végzett.

## Sikerei, díjai

### Labdarúgóként
- Román bajnokság
  - bajnok: 1933–34, 1936–37, 1938–39
  - 2.: 1937–38
  - 3.: 1934–35

### Műkorcsolyázóként
- Európa-bajnokság
  - 7.: 1934 – páros, Irina Timcic
  - 9.: 1939 – páros, Ileana Moldovan
- Olimpiai játékok
  - 13.: 1936 – páros, Irina Timcic

## Statisztika

### Mérkőzései a román válogatottban
| Románia | Románia              | Románia                         | Románia               | Románia  | Románia                | Románia                | Románia | Románia |
| #       | Dátum                | Helyszín                        | Hazai                 | Eredmény | Vendég                 | Kiírás                 | Gólok   | Esemény |
| ------- | -------------------- | ------------------------------- | --------------------- | -------- | ---------------------- | ---------------------- | ------- | ------- |
| 1.      | 1930. július 14.     | Montevideo (URU)                | Románia               | 3 – 1    | Peru                   | vb-csoportkör          | -       |         |
| 2.      | 1930. július 21.     | Montevideo                      | Uruguay               | 4 – 0    | Románia                | vb-csoportkör          | -       |         |
| 3.      | 1931. szeptember 20. | Nagyvárad                       | Románia               | 4 – 0    | Csehszlovákia (amatőr) | Európa-kupa (amatőr)   | -       |         |
| 4.      | 1931. október 4.     | Budapest, Hungária körúti pálya | Magyarország (amatőr) | 4 – 0    | Románia                | Európa-kupa (amatőr)   | -       |         |
| 5.      | 1935. november 3.    | Bukarest                        | Románia               | 4 – 1    | Lengyelország          | barátságos             | -       |         |
| 6.      | 1936. május 10.      | Bukarest                        | Románia               | 3 – 2    | Jugoszlávia            | II. Károly király-kupa | -       |         |
| 7.      | 1936. május 17.      | Bukarest                        | Románia               | 5 – 2    | Görögország            | Balkán-kupa            | -       |         |
| 8.      | 1938. december 4.    | Prága                           | Csehszlovákia         | 6 – 2    | Románia                | Eduard Benes kupa      | -       |         |
| 9.      | 1939. május 7.       | Bukarest                        | Románia               | 1 – 0    | Jugoszlávia            | II. Károly király-kupa | -       |         |
|         | Összesen             |                                 |                       | 9        | mérkőzés               |                        | 0       | gól     |